# Daniuska Rodríguez
Daniuska Rodríguez (Ciudad Ojeda, 1999. január 4. –) venezuelai női labdarúgó, 2017-ben az AFF San Diego játékosa. Nemzetközi ismertségét leginkább attól szerezte, hogy 2016-ban a Puskás Ferenc-díj egyetlen női jelöltje volt. A gólt, amiért jelölték, 2016. március 14-én lőtte egy cselsorozat után a tizenhatoson belülről, egy Venezuela–Kolumbia U17-es válogatott-mérkőzésen.